# Paul Kraske
Paul Kraske (Bad Muskau, 2 giugno 1851 – Friburgo in Brisgovia, 15 giugno 1930) è stato un chirurgo tedesco.

## Biografia
Studiò medicina alle università di Halle e Lipsia, ricevendo il suo dottorato a Halle nel 1874. Mentre fu studente, prestò servizio come soldato volontario in un reggimento di fucilieri durante la guerra franco-prussiana. Dopo la laurea, trascorse diversi anni come assistente di Richard von Volkmann presso la clinica chirurgica di Halle, dal 1883 al 1919 fu professore e direttore della clinica chirurgica presso l'Università di Friburgo.

## Opere
- Beiträge zur Lehre von dem Einflusse der Nerven auf die Ernährung der Gewebe, 1874.
- Experimentelle Untersuchungen ueber die Regeneration der quergestreiften Muskeln, 1878.
- Die sacrale Methode der Exstirpation von Mastdarmkrebsen und die Resectio recti, 1887.[1][3]